# V472 Большой Медведицы
V472 Большой Медведицы (лат. V472 Ursae Majoris) — двойная затменная переменная звезда типа W Большой Медведицы (EW) в созвездии Большой Медведицы на расстоянии приблизительно 1015 световых лет (около 311 парсеков) от Солнца. Видимая звёздная величина звезды — от +11,45m до +11,19m. Орбитальный период — около 0,3322 суток (7,9723 часов).